# San Giacomo alle Muratte
San Giacomo alle Muratte, även benämnd Santi Giacomo e Lorenzo Martiri och San Giacomo de Morattis, var en kyrkobyggnad i Rom, helgad åt den helige aposteln Jakob. Kyrkan var belägen vid Via delle Muratte i närheten av Fontana di Trevi i Rione Trevi. 
Kyrkan var ursprungligen även helgad åt den helige martyren Laurentius.

## Kyrkans historia
Ett litet sjukhus, Ospedale dei Santi Giacomo e Lorenzo, uppfördes på denna plats i slutet av 1300-talet av en viss Lorenzo Musciani, kallad ”l'Amoretto”. Tillnamnet ”Muratte” utgör en etymologisk förvrängning av ”l'Amoretto”. Kyrkan samt en klosterbyggnad tros ha uppförts vid samma tid. Kyrkan hade en rektangulär grundplan med absid samt en liten kampanil. Enligt Mariano Armellini stod följande ovanför kyrkans portal: ECCLESIA S. IACOBI DE MORATTIS.
Under påve Pius V:s pontifikat (1566–1572) stängdes klostret vid Sant'Elisabetta alle Muratte och dess nunnor flyttade till klostret vid San Giacomo. Under påve Clemens IX:s pontifikat (1667–1669) stängdes klostret San Giacomo och kyrkan övergavs. Ferruccio Lombardi hävdar, att kyrkan därefter revs.

## Omnämningar i kyrkoförteckningar
| Katalog                   | År         | Benämning   |
| ------------------------- | ---------- | ----------- |
| Il Catalogo del Signorili | cirka 1425 | sci. Iacobi |